# Mylabris beckeri
Mylabris beckeri là một loài bọ cánh cứng trong họ Meloidae. Loài này được Escherich miêu tả khoa học năm 1890.